# Oxford World’s Classics
Oxford World’s Classics ist ein Imprint des Oxford University Press Verlags. Er wurde 1901 von Grant Richards gegründet und 1906 von Oxford University Press aufgekauft. Verlagsschwerpunkt sind Drama und Literaturklassiker für Studenten und die Allgemeinheit. Zum Verlagsnetzwerk gehört Penguin Classics und Modern Library.